# Goldene 110
Die Goldene 110 (auch: „Gold’ne Hundertzehn“, „Erstes Deutsches Vereins-Magazin“ und „Berliner Concurrenz-Geschäft“) war Ende des 19. Jahrhunderts ein Kaufhaus für Konfektionstextilien in Berlin in der Leipziger Straße 110, das für die besonders niedrigen Preise (und die eher dürftige Qualität) seiner im Massen-Absatz feilgebotenen Textilien für Männer bekannt war.
Das Textilkaufhaus Goldene 110 muss spätestens 1875 eröffnet worden sein. Inhaber dieses Kaufhauses für Herren- und Knabengarderobe war zunächst der Kaufmann Isaac Cohn, zugleich Eigner einer „Herren-Garderobe- und Schlafrockfabrik“, der in Berlin Am Schöneberger Ufer 43 wohnte. Im Jahr 1901 übernahmen die Kaufleute Max Schoeps und Gustav Lipschitz (Max Schoeps & Co.) die Goldene 110 und führten sie noch mindestens bis 1913 weiter, allerdings nicht mehr in der Leipziger Straße 110, sondern in der Mauerstraße 68.

## Wirkungsgeschichte
Die Goldene 110 gehörte zu den frühen Vertretern des Handels mit Konfektionstextilien. Die serienmäßige Herstellung von Kleidungsstücken (Konfektion) verbreitete sich erst seit etwa Mitte des 19. Jahrhunderts in größerem Maßstab, im Jahr 1841 hatten Clemens und August Brenninkmeijer ihr Handelshaus für Konfektionstextilien „C&A“ gegründet.
Die Goldene 110 war an der Berliner Gewerbeausstellung von 1896 beteiligt.
Bekanntgeworden ist die Goldene 110 – außer durch ihre niedrigen Preise – nicht zuletzt auch durch ihre Reklamegedichte. Diese Form der Werbung war in den 1880er Jahren noch neu und erregte daher Aufsehen. In Zeitungsanzeigen und in Plakaten auf Litfaßsäulen verbreitete die Goldene 110 Reklamegedichte wie folgende:
Wer hat die schönsten Schäfchen? – Die hat der goldne Mond!

Wer hat die schönste Aussicht? – Wer auf dem Kreuzberg wohnt!

Wo sitzt die meiste Asche? – In Rothschild’s Portemonnaie …

Und wer der feinste Mann ist – Das kann am Rock man seh’n!

Wer hat die kleinsten Preise? – Die ‚Goldne Hundertzehn‘!
Oder in Abwandlung des (damals) bekannten Volksliedes Mädel ruck ruck ruck:
Liebes-Feuer

Mädel ruck, zuck, ruck an meine grüne Seite,

Gieb mir keinen Korb, ich mag Dich leiden,

Bist so schnuckelig, komm, umarme mich,

Sei mein lieber Schatz, gieb mir einen Schmatz,

Mädel ruck, zuck, ruck an meine grüne Seite,

Ich geh vor Liebeskummer sonst noch pleite!

Mädel, Dir, Dir, Dir will ich den Trauring geben,

Will zum Standesamte mit Dir schweben;

Für den Hochzeitsstaat, nun, da weiß ich Rath!

Gehe auf der Stelle nach der billgen Quelle;

Mädel, hier, hier, hier braucht man nicht viel zu geben,

die goldne Hundertzehn verschleudert eben:

10.000 englische Herbst-Anzüge, sowie Paletots in bekannter Billigkeit und Reellität. Goldene 110, Leipzigerstraße 110.
Manche Reklamegedichte der Goldenen 110 nahmen auf aktuelle Berliner Ereignisse Bezug. Unter Anspielung auf eine Reichstagsrede des Grafen Wilhelm von Bismarck (eines Sohnes von Otto von Bismarck) und der Erwiderung darauf durch den Reichstagsabgeordneten Eugen Richter erschien folgendes Werbegedicht der Goldenen 110: Runnes Wahl-Rede!
Jeehrte Herr’n, die Reichstags-Wahl

steht alleweile vor der Thüre, –

Wie wär’ es denn, wenn ich einmal

Als Reichstags-Kandidat fungire?!

Ich weeß doch ooch so ungefähr

Bescheid, wo uns die Stiebeln drücken;

Und schmeiß’ ich meinen Rede-Speer,

Dann fall’n sie alle auf den Rücken!

Und daß ich jut jesonnen bin,

braucht Runne wohl nicht zu betheuern

Ick stehe druf durch Dick und Dünn –

Ick stimme jejen alle Steuern!

Und wem mein Äußeres nicht gefällt,

Dem will ich zu bedenken rathen –

Die goldne Hundertzehn stellt

Vor alle Reichstags-Kandidaten:

Über 10.000 englische Touristen- und Sommer-Anzüge in reellen Stoffen, …
Als im Zuge der Carl Hagenbeck’schen Völkerschau im Berliner Zoo auch Inuit („Eskimos“) gastierten (unter ihnen Abraham Ulrikab), machte sich der Werbetexter der Goldenen 110 auch darauf einen Reim, der auf Englisch überliefert ist: The Eskimos 
Hurry up, Berliners, small and tall,

to the Zoologischer Garten,

where real Eskimos are waiting for you;

ready with fish oil!

They are nice and cosy people,

tousle-head like –

The man, the wife, the little brat,

they take what they can get!

But while they still walk around

in raw caribou furs,

the Goldene 110

is offering the following selection: …

No. 250, Oct 24th, 1880
Im Dreikaiserjahr, am 11. März 1888, teilte das Konfektionstextilien-Kaufhaus seiner Kundschaft mit, es fühle sich „durch die tiefe Trauer, in welche das Vaterland durch das Hinscheiden unseres großen Heldenkaisers versenkt ist, veranlaßt, Gedichte“ vorerst „nicht zu bringen.“
Die Werbegedichte wurden, zusammen mit Parodien auf Volkslieder und auf Dramen der klassischen Literatur, vom Inhaber der Goldenen 110, Isaac Cohn, in mindestens vier Büchlein im Selbstverlag veröffentlicht.

## Zitate
Die Goldene 110 war Inbegriff für billige, aber nicht sehr hochwertige Textilien. Die Werbung wurde in Form launiger Gedichte erbracht; so fand dies einiges Echo in Veröffentlichungen des ausgehenden 19. Jahrhunderts.

### Originalität der gereimten Reklame
- Aus: Der Bär, Ausgabe Nr. 18, 28. Januar 1888, S. 231:[12]

Die neuerliche Kleiderordnung des Grafen Hochberg, durch welcher der Frack – dieses unmännliche und undeutsche Kleidungsstück – für die Montagabende der Königlichen Oper zu Berlin eingeführt wird, hat den Sänger der „goldenen Hundertzehn“ zu folgendem Liede begeistert
Bravo, Hochberg! Endlich hast

Du das Richtige gefaßt:

Profaniert ist das Ballet,

Trägt der Zuschauer ein Jaquet,

Gar nichts ist die Oper werth,

Wenn man sie im Gehrock hört;

Aber in dem schwarzen Frack,

Da liegt Bildung und Geschmack,

Auch zeugt es von feinen Sitten,

Gehn die Damen ausgeschnitten!

Darum, Hochberg, sei mal nett,

Sende mir ein Freibillet,

Selbstverständlich würd' ich gehen

Erst zur „Goldnen Hundertzehn“ –

Komme ich dann angestiebelt

Schwarz behost und fein beschniepelt,

Singt der Opern-Chor gleich brav:

„Seid gegrüßet, edler Graf!“
Wenn die „goldene 110“ in fetten Lettern dann noch beifügt: „Fracks werden jederzeit billig verliehen“ so muss man anerkennen, daß das sangeslustige Kleidergeschäft in der Leipzigerstraße seinerseits Alles gethan hat, die Härte der angezogenen Verordnung zu mildern. Möge der Herr Graf diese Bestrebungen so humorvoll aufnehmen, wie sie es verdienen.
- Aus: Otto Reutter, Der Sühneprinz, Teich/Danner Nr. 66:[13]

Wer was gutes mir getan, kriegt ’ne Portion Porzellan

das hab ich aus China mitgebracht.

Ward populär im Handumdrehen –

selbst die goldene Hundertzehn

hat auf mich nen Vers gemacht. …
- Aus: Theodor Fontane: Die Poggenpuhls. 6. Kapitel, Leo spricht:[14]

Wer Augen und Ohren hat, findet immer was.

Ich möchte mal wieder eine Litfaßsäule studieren.

„Wer dreihundert Mark sparen will“ oder

die „Goldene Hundertzehn“ oder

„Mittel gegen den Bandwurm“.

Ich lese so was ungeheuer gern.
- Aus: Alfred Kerr: Warum fließt der Rhein nicht durch Berlin? Briefe eines europäischen Flaneurs 1895–1900, Aufbau Verlag, 2017:[15]

[…] sie ermutigen zum Kauf einer neuen Zeitschrift, welche den auffallenden Titel „Die große Schnauze“ führt und die man halten soll. Der Titel ist das einzig Auffallende an diesem Organ. Das Unternehmen selbst ist Humbug, insofern es Hoffnungen auf einen freien selbständigen Inhalt weckt und nur abgelegte Jämmerlingswitze bringt, […]. Wenn eine Spur von bewußter Parodistik darin läge, wäre es erträglich; da aber alles bitterlich spaßlos gemeint ist, wirkt es albern, und wir wissen von neuem, daß an dem Berliner kommerziellen Straßenwitz nur das Deckblatt leidlich, der Inhalt faul ist. Die goldene Hundertzehn bleibt unerreicht.
- Aus: „Nervöse Sommerbriefe“ IV., in: Berliner Wespen, Ausgabe Nr. 37, 12. September 1879:[16]

[…] Ich bin überzeugt, daß Berlin jetzt Wien beneidet, weil daselbst eben etwas von Goethe mit Beschlag belegt worden ist. Da nützt aber der bloße Neid nichts – Berlin hat eben keinen Goethe. Außer der Goldnen Hundertzehn besitzt Berlin überhaupt keine Dichter, die man gerne liest.
- Aus: Der Annoncen-Vorhang, in: Berliner Wespen. Julius Stettenheim, Ausgabe Nr. 24, 13. Juni 1884:[17]

Es soll der Sänger mit dem König geh’n

Und kaufen in der gold'nen Hundertzehn:

(folgt der Preiscourant.)
- Aus: Winterarbeit. Humoristische Plauderei von Freiherrn v. Schlicht. In: Das Kleine Journal Nr. 282 vom 12. Oktober 1896:[18]

Jeder Mensch wünscht den Herbst zum Teufel — nur die goldene Hundertzehn nicht mit ihren mehr als hunderttausend Herbstpaletots.
- Aus: Max Ring: Berliner Leben, Leipzig, Schlicke, 1882, Kapitel: „Problematische Existenzen“, S. 234:[19]

– Vollkommen harmlos dagegen und selbst belustigend sind die poetischen Reklamendichter, die in blödsinnigen, oft witzigen Versen die Schätze der „goldenen Hundertzehn“ und des „Kleiderparadieses“ besingen und dem kaufenden Publikum anpreisen; wofür sie oft ein höchst anständiges Honorar erhalten.
- Aus: Der Bär. Illustrirte Berliner Wochenschrift – Eine Chronik fürs Haus, herausgegeben von Ernst Friedel und Emil Dominik, VI. Jahrgang, Nr. 27, Berlin, 3. Juli 1880, S. 336, Rubrik „Briefkasten“, S. 336:[20]

Ein Fräulein. Der Verfasser der Gedichte, mit welchen die „Goldene Hundertzehn“ die Spalten der hiesigen Zeitungen unsicher macht, ist ein in einer Berliner Druckerei beschäftigter Setzer. Den Namen kann ich Ihnen vielleicht später mittheilen. Der Mann wäre ein ganz vortrefflicher Mitarbeiter für ein populäres Witzblatt.
- Aus: Rumpelstilzchen – Was sich Berlin erzählt, Jahrgangsband 1921/1922, Dom-Verlag, Berlin 1922 und Brunnen-Verlag Karl Winckler, Berlin 1923, Glossen Nr. 43–45, Glosse Nr. 43, „Die zeitungslose Zeit“, 13.–27. Juli 1922:[21]

Früher war es nur die „Goldene 110, ein Kleidergeschäft, ein richtiges Anreißergeschäft, das mit Gedichten die Kunden lockte. Heute sieht man in den Zeitungen und auf Reklametafeln überall in Riesenbuchstaben: „Kauf ohne Sorge – bei Korge!“ Neue Schilder sollen jetzt überall die Mahnung enthalten: „Cobu – beste Pflanzenbutter! Geh nach Haus und sag’s der Mutter!“

### Billige Preise und dürftige Qualität der Konfektionsware
- Aus: Arthur Wolff: Der hinkende Teufel in Berlin. Kapitel: „Berlin am Strande“, Leipzig 1886, Rengersche Buchhandlung, S. 159:[22]

Indem wir einige Stufen hinaufsteigen, befühlt Herr Zwenka das Tuch meines Rockes, zupft mich sodann an den Ärmeln und Schoßen und packte mich endlich derb ab am Kragen, um mich gehörig zu schütteln und so dem Sitze des Rockes zu Hilfe zu kommen.

„Fertig gekauft, Herr Doktor?“

„Ja, in der goldenen Hundertzehn.“

Mein alter Freund schüttelte den Kopf.
- Aus: Rede des Bevollmächtigten zum Bundesrath, Staatssekretär des Reichsschatzamtes, Wirklicher Geheimer Rath von Burchard. In: O. Mundt (Hrsg.): Jahrbuch der Preußischen Forst- und Jagdgesetzgebung und Verwaltung, S. 359:[23]

[…] wenn wir sehen, wie viele Leute in Lumpen gehen, während wir die „goldene 110“ in der Leipzigerstraße und eine Menge Kleidermagazine haben, die zu Spottpreisen ihre Waare abgeben; – so sage ich: an der Billigkeit hängt das Glück nicht, sondern im Gegentheil, es hängt daran, daß alles preiswürdig ist, und daß die Preise nicht gedrückt werden auf Kosten derjenigen, die die Produzenten sind.
- Aus: Friedenauer Lokal-Anzeiger, Ausgabe Nr. 11 vom 12. Mai 1900, Rubrik „Städtisches – Bezirksverein Botanischer Garten“, Herr Golde:[24]

Wenn immer dem Billigsten der Zuschlag ertheilt werde, dann gerathen wir auf die Goldene 110, von der der Vater für sich eine Hose kauft und nach dem ersten Regen trägt sie der Junge!
- Aus: Stenographische Berichte über die öffentlichen Sitzungen der Stadtverordnetenversammlung der Haupt- und Residenzstadt Berlin, Ausgabe Nr. 8, 17. Februar 1881, S. 76, Berichterstattung, betreffend den Verkauf einer vor dem Grundstücke Kreuzbergstraße 20/21 befindlichen Fläche alten Wegelandes – Vorl. 45 und 91. Berichterstatter: Stadtverordneter Richter:[25]

Es war uns nur wunderbar, wie der Magistrat dazu gekommen ist, eine solche Fläche für 300 M. verkaufen zu wollen. Im Drange der Geschäfte, glaubten wir, muss wohl die Sache nicht recht reiflich geprüft und erwogen worden sein, denn wenn der Magistrat in dieser Weise die der Stadt gehörenden Grundstücke weiter ausverkaufen will, dann überflügelt er ja bald „die goldene 110“.